# Cricotopus crassimanus
Cricotopus crassimanus är en tvåvingeart som först beskrevs av Jean-Jacques Kieffer 1917.  Cricotopus crassimanus ingår i släktet Cricotopus och familjen fjädermyggor.
Artens utbredningsområde är Colombia. Inga underarter finns listade i Catalogue of Life.